# Three Nationwide Plaza
Three Nationwide Plaza es un rascacielos de ubicado en 3 Nationwide Plaza en la ciudad de Columbus, la capital del estado de Ohio (Estados Unidos). El edificio es de estilo posmoderno y mide 124 m de altura. Es parte del complejo de varios edificios más grande conocido como Nationwide Plaza. Nationwide Plaza es la sede de Nationwide Mutual Insurance Company. Three Nationwide Plaza es el décimo edificio más alto de Columbus. La construcción del edificio comenzó en 1985 y terminó en diciembre de 1988. El arquitecto responsable fue el Grupo NBBJ y el diseño del edificio sigue un estilo posmoderno. El edificio se construyó con un costo aproximado de 89 millones de dólares y los principales materiales utilizados fueron vidrio, acero y paneles de hormigón prefabricado.
Los edificios que componen Nationwide Plaza son:
- One Nationwide Plaza, terminado en 1977
- 280 Plaza (también conocido como Two Nationwide), terminado en 1981
- Three Nationwide Plaza, terminado en 1988
- Four Nationwide Plaza, terminado en 2000